# Hakuzōsu

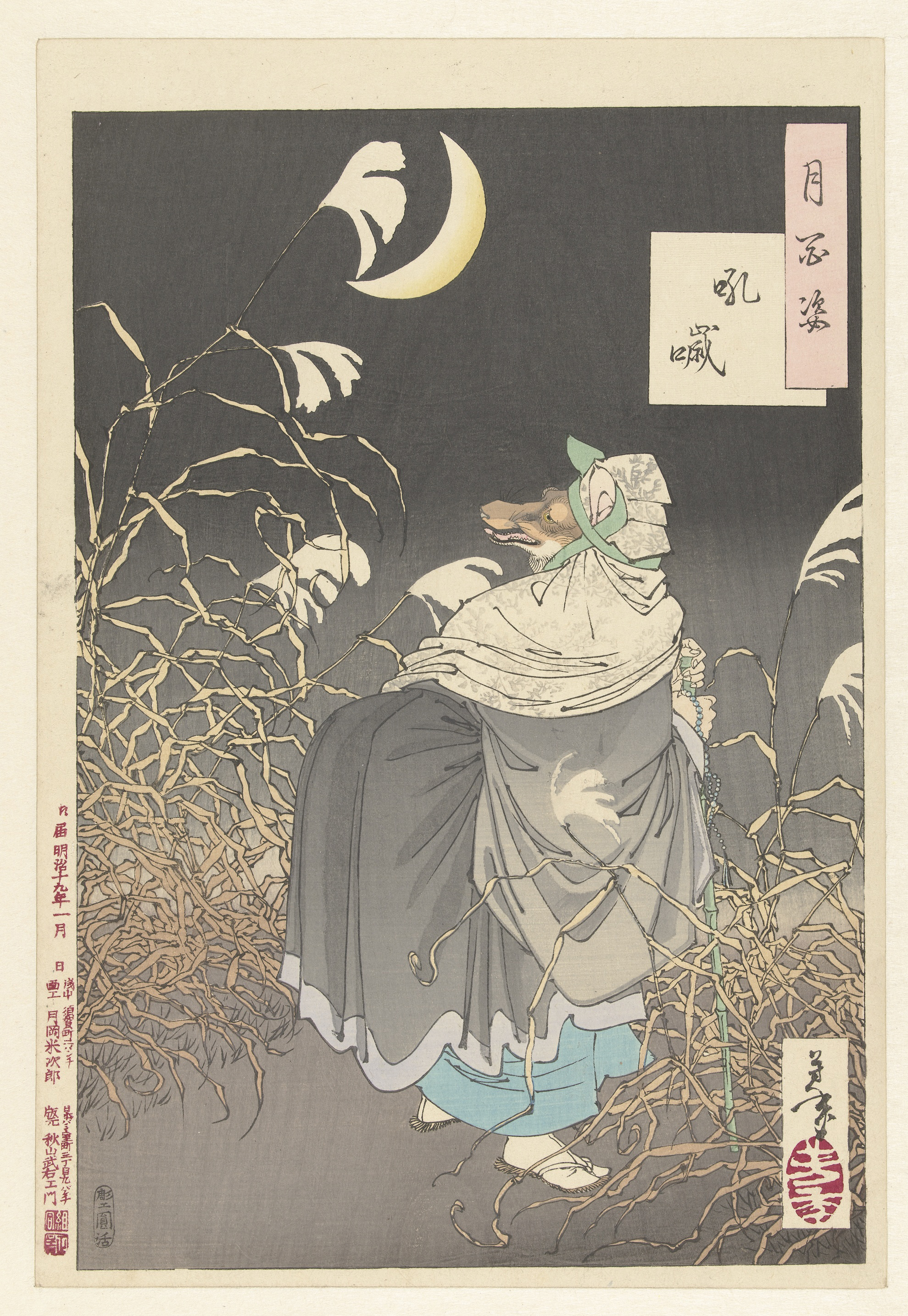
Khoảnh khắc sinh vật đang trong quá trình biến đổi từ linh mục thành con cáo hoang dã. Bản in khắc gỗ của Tsukioka Yoshitoshi.

Hakuzōsu (白蔵主 hoặc 伯蔵主 (Bạch Tàng Chủ và Bách Tàng Chủ)), cũng viết là Hakuzosu, Hakuzousu là tên của một nhân vật kitsune nổi tiếng, người giả vờ là một linh mục trong văn hóa dân gian Nhật Bản.

## Thần thoại
Nhà sư Phật giáo Hakuzōsu sống ở Osaka tại chùa Shōrin-ji.
Anh ta là một tín đồ của Inari Ōkami và giữ một vài bộ dụng cụ trong đền thờ của anh ta.
Anh ấy đã sử dụng những bộ dụng cụ này để báo trước tương lai.

## Vở kịch
Truyền thuyết về Hakuzōsu trở thành một vở kịch kyōgen (nghĩa là "những lời điên rồ" hoặc "lời nói hoang dã" là một hình thức của nhà hát truyện tranh truyền thống Nhật Bản. Nó được phát triển cùng với Noh ("kỹ năng" hoặc "năng lực")), Tsurigitsune ('Bẫy bởi cáo,) / Konkai (Tiếng khóc của con cáo)
Trong câu chuyện này, một người thợ săn được người chú của mình, linh mục Hakuzōsu đến thăm, người giảng dạy cháu trai của ông về những tệ nạn giết cáo. Người thợ săn gần như bị thuyết phục, nhưng sau khi vị linh mục rời đi, anh ta nghe thấy tiếng kêu của con cáo và nhận ra đó không phải là chú của mình mà chỉ là một con cáo trong vỏ bọc. Con cáo tiếp tục hình dạng tự nhiên của mình và trở lại với cách hoang dã của mình, lấy mồi trong một cái bẫy và bị bắt.